# 王沚清

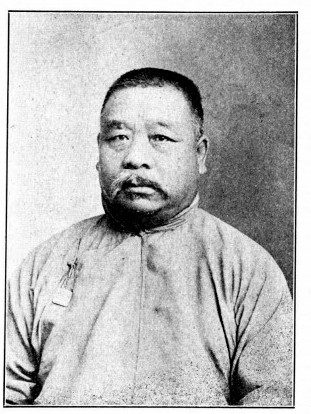
《民國之精華》中的王沚清照片

王沚清（1860年？—？）字石泉，甘肅省武威縣人，中華民國政治人物。

## 生平
王沚清自幼博覽群書，卻不以功名為念。清末，以提倡教育為己任。中華民國二年，當選為中華民國第一屆國會第一期常會参議院議員。國會解散后，歸鄉。1916年，國會復會，再次赴北京任参議院議員一職。